# Enrique Raab
Enrique Raab (*2 de febrero de 1932, Viena, Austria - desaparecido el 16 de abril de 1977, Buenos Aires, durante la dictadura militar argentina) fue un periodista argentino que trabajó para los diarios Clarín y La Opinión así como en las revistas «7 Días» y «Visión». Fue Premio Casa de las Américas. Colaboró en la sección cultural de La Opinión con artículos sobre cine y teatro, realizó recordadas entrevistas a personajes como Bertrand Russell y Manuel Mujica Lainez.

## Vida
Enrique Raab nació en Viena el 2 de febrero de 1932. Con el Anschluss de Hitler en Austria llevó a la familia de origen judío a emprender un viaje hacia Grecia, desde donde lograron embarcarse hacia Argentina y escapar de las huestes del nazismo. Cuando arribaron a Buenos Aires Enrique tenía 6 años. Estudió en una escuela de las calles Reconquista y Corrientes y en el Colegio Nacional de Buenos Aires, que no terminó. A fines de los años 1940 formó parte del club “Gente de Cine”, creado entre otros por Rolando Fustiñana, fundador de la Cinemateca Argentina, grupo disuelto en septiembre de 1955 al caer la democracia e instalarse en el poder la dictadura de Pedro Eugenio Aramburu.
En el despunte de los años 1960 todo cambió de escenario y la idea mayúscula de “modernizar las artes argentinas” procuró moldearse a los cánones internacionales, principalmente a través del Instituto Di Tella al que era asiduo. 
En 1962 la pasión por el cine lo llevó a escribir y dirigir el cortometraje “José” que obtuvo el Primer Premio del Concurso Anual del Instituto de Cinematografía. El original se perdió y de la película no quedaron copias. También escribió un ensayo sobre Luchino Visconti.
El 3 de marzo de 1964 se incorporó a Primera Plana. Su período en la redacción fue efímero y cuatro días después de la desvinculación de Jacobo Timerman como director, dejó la revista. Pero la afinidad y el respeto que Timerman le prodigaba fueron argumentos suficientes para que volvieran a trabajar juntos en Confirmado. Raab fue enviado a París como corresponsal. 
El 6 de agosto de 1965 publicó “Paz para los hombres”, una entrevista al filósofo Bertrand Russell en conmemoración de los 20 años de Hiroshima.
A fines de la década de 1960, Enrique Raab recayó en el semanario Análisis. Sus notas estuvieron orientadas a la actualidad del espectáculo y la televisión. 
El 15 de diciembre de 1970 se hizo cargo de la nueva sección de teatro, inaugurada por la revista. A mediados del año siguiente Análisis entró en crisis y poco después Raab se incorpora a La Opinión, el novedoso proyecto periodístico de Jacobo Timerman, que salió a la calle el 4 de mayo de 1971. 
En diciembre de 1973 viajó a Cuba como enviado especial. La experiencia vivida en la isla concluyó en una serie de ocho notas publicadas entre el 5 y el 13 de febrero de 1974, cuyo título Informe desde Cuba a quince años de la Revolución promovió, a través de elementos críticos, desvelar la mirada sobre la realidad del país caribeño. El trabajo fue compilado en el libro Cuba, vida cotidiana y revolución. 
Meses más tarde despachó desde Portugal catorce artículos sobre la Revolución de los claveles. A las coberturas en el exterior y a sus crónicas habituales, se le sumaron frecuentes colaboraciones en La Opinión Cultural.

## Desaparición
El día el 16 de abril de 1977 fue rodeada totalmente la manzana donde se asienta su domicilio por personas fuertemente armadas, a escasos cien metros de la Comisaría Seccional 1ª de la Capital Federal. Obligaron al portero a acompañar a los captores hasta el departamento de su vivienda, ametrallaron la puerta de acceso (causando heridas a Raab), y encapucharon a ambos residentes, Raab y su pareja Daniel Giron, para introducirlos en un vehículo que partió con destino desconocido. Una semana después, Giron fue liberado, sin conocerse aun la situación de Raab. En el registro del CONADEP lleva el Legajo N.º 802.
La periodista Susana Viau, quien trabajó con Raab, recuerda que “Enrique se llevaba mal con Timerman, un déspota. Este verso de que Timerman y la libertad… él era un tipo ligado a los militares. Timerman sostenía que para hacer buenos diarios de derecha no había nada mejor que tener periodistas de izquierda”.
A finales del año 1975, la Triple A había realizado un allanamiento de su departamento en donde dejó mensajes intimidatorios. Raab militaba en el Partido Revolucionario de los Trabajadores (PRT): desde allí se hizo cargo de la dirección de la revista Nuevo Hombre, herramienta de comunicación de esta organización.
“Era esencial –señala Viau- que esa revista tuviera las temáticas de cualquier publicación, pero con una visión crítica, desde el punto de vista marxista. Era muy curioso: teníamos una redacción de lujo que si la hubiéramos tenido que pagar nos hubiera costado un perú”.
Al poco tiempo la dictadura militar era un hecho, y comenzaron a sucederse las detenciones-desapariciones una tras otra: el exilio no era una alternativa para Raab, tal cual le explicó a Viau ante la posibilidad de instalar una oficina en París a pedido del propio PRT. 

“No lo voy a hacer, Susana. Mirá, tengo más de cuarenta años. Si me voy no vuelvo más, y no quiero ni pensar en esa posibilidad. No me gusta. Escuchame, ¿qué me puede pasar? ¿que me agarren y me torturen? Pienso… ¿puede ser peor que el dolor de un infarto? Yo creo que no”.

El Diario El País informó días después de su desaparición que el cadáver de Raab apareció en los suburbios de Buenos Aires, aunque el informe del CONADEP no refrenda este dato.[cita requerida]
Edgardo Cozarinsky escribió el cuento El fantasma de la Plaza Roja inspirado en él

## Libros
- Raab, Enrique; Ana Basualdo. Cronicas Ejemplares: Diez Anos De Periodismo Antes Del Horror, 1965-1975. Perfil Libros. ISBN 9506392722.
- Raab, Enrique (1975). Cuba Vida Cotidiana Y Revolucion. Buenos Aires: Editorial de La Flor.
- Eseverri, Máximo (2007). Enrique Raab: claves para una biografía crítica. Periodismo, cultura y militancia antes del golpe. Buenos Aires: Prometeo. p. 129.

- Raab, Enrique; Periodismo Todoterreno, prólogo de Maria Moreno
- Blaustein, Eduardo; Martín Zubieta (1998). Textos de periodistas desaparecidos», Decíamos ayer: la prensa argentina bajo el Proceso, Buenos Aires, Colihue, pp. 652. ISBN 950-581-603-0.

- Sylvia Saítta y Luis Alberto Romero, Grandes entrevistas de la Historia Argentina (1879-1988), Buenos Aires, Punto de Lectura, 2002.

- Walsh, Patricia, Seminario de Investigación Periodística, método y escritura, U.N.L.Z, 1999.

- Camaño, Juan Carlos y Osvaldo Bayer, Periodistas desaparecidos, Buenos Aires, Norma, 1998.

## Artículos Seleccionados de Enrique Raab
- Entrevista a Manuel Mujica Lainez
- Mirtha Legrand y el teatro japonés -
- Un vistazo al snobismo y al prejuicio de a población cordobesa (reacción sociológica provinciana ante un fenómeno mundial)
- La Argentina de hoy no tiene otro cómico que los exprese mejor (Porcel o la ilusión de los desposeídos)
- Mundo de pobres y paraíso en 'Nazareno Cruz y el lobo' (aparte de la estética, un film de Favio propone otras lecturas)
- Una obra que tiene el optimismo en el orillo/ Museo del Cine Pablo C. Ducrós Hicken
- Personajes y frases en un cocktail de Torre Nilsson: Las violetas, pero mustias/ Museo del Cine Pablo C. Ducrós Hicken
- Un show de Edda Díaz confirma el naufragio del café-concert.: "El coraje de ser madre (Nada que Brecht)
- La puesta moderna de un clásico: Según Enrique Raab, luego de su versión de Goldoni/ Museo del Cine Pablo C. Ducrós Hicken
- Conversación con Fernando Ayala / Museo del Cine Pablo C. Ducrós Hicken
- Juan Carlos Thorry, símbolo de una época sonriente del cine argentino, anunció su retiro definitivo